# 베르너 오버란트 (노래)
〈베르너 오버란트〉('s Berner Oberland)는 페터 히넨이 부른 요들 노래이다.

## 한국어 번안
김홍철이 〈아름다운 베르네 산골〉로 한국어 번안해서 1970년 공개했다. 이 번안곡은 대한민국 음악 교과서에도 스위스 민요로서 실렸다.